# Pleurodonta
Pleurodonta (do grego dentes laterais, em referência à posição dos dentes na mandíbula) é uma das duas subdivisões da Iguania, sendo a outra Acrodonta (dentes no topo [da mandíbula]). Pleurodonta inclui todas as famílias anteriormente separadas de Iguanidae sensu lato (Corytophanidae, Crotaphytidae, Hoplocercidae, Opluridae, Polychrotidae, etc.), enquanto Acrodonta inclui Agamidae e Chamaeleonidae. O nome Pleurodonta foi usado pela primeira vez pelo paleontólogo e herpetólogo Edward Drinker Cope em 1864, embora ele o tenha usado em um sentido diferente do que é usado hoje. Devido a essa diferença, o nome Iguanoidea foi proposto como substituto de Pleurodonta na nomenclatura filogenética.
Pleurodonta também é sinônimo do gênero gastrópode Pleurodonte.